# Tibouchina diffusa
Tibouchina diffusa là một loài thực vật có hoa trong họ Mua. Loài này được (Pav. ex G. Don) Cogn. miêu tả khoa học đầu tiên năm 1891.